# Discografia de Alexandra Burke
A discografia de Alexandra Burke, uma cantora britânica de música pop e R&B, consiste em dois álbuns de estúdio, cinco extended plays, oito singles como artista principal e dois como artista convidada, e cinco vídeos musicais, todos lançados pela editora discográfica Sony BMG e pela sua filial, a Syco Records.
Burke ganhou proeminência no Reino Unido depois de ter sido uma competidora no The X Factor durante a sua quinta série, vencendo o programa em 13 de Dezembro de 2008. Dentro do programa, a cantora lançou uma versão cover do single "Hero" juntamente com os finalistas. A canção se tornou a venda mais rápida do Reino Unido e alcançou também a primeira posição no país. O single vencedor de Burke, uma versão cover de "Hallelujah", teve a maior venda por uma artista feminina na década no Reino Unido depois de vender mais de 1.2 milhões de exemplares apenas no país, e fez de Burke a segunda maior concorrente na lista do The X Factor, perdendo para Leona Lewis. Seu segundo single, "Bad Boys", com participação do rapper norte-americano Flo Rida, tornou-se o seu segundo êxito número um na UK Singles Chart. "Bad Boys" também encontrou desempenho gráfico limitado na Europa. Seu álbum de estreia, Overcome, foi lançado em Outubro de 2009 e foi directamente para o número um na UK Albums Chart. "Broken Heels" foi lançado como o terceiro single e chegou ao número oito no Reino Unido e número cinco na Irlanda. O quarto single, "All Night Long", que conta com participação de Pitbull, foi lançado em Maio de 2010, tendo mais tarde lentamente subido nas tabelas musicais, conseguindo atingir o pico no número quatro no Reino Unido e no número um na Irlanda. No mesmo ano, a cantora participou da versão para a caridade de "Everybody Hurts" para ajudar as vítimas do terramoto do Haiti. O single seguinte, "Start Without You", atingiu o seu pico na primeira posição da UK Singles Chart, se tornando no terceiro número um de Burke no Reino Unido. O sexto e último single de Overcome, "The Silence", atingiu o pico na décima sexta posição da UK Singles Chart, e a décima da Escócia.
A cantora começou a produção do seu segundo álbum de estúdio, Heartbreak on Hold, nos últimos meses de 2011. O disco teve um desempenho relativamente fraco quando comparado com o de Overcome, como posicionou-se na décima oitava colocação na UK Singles Chart e fora dos vinte melhores postos na Irlanda e Escócia. Em Março de 2012, lançou o primeiro single, "Elephant", com participação de Erick Morillo. Atingiu o pico na terceira colocação no Reino Unido, e a sétima na Irlanda. O segundo single, "Let It Go", teve um desempenho menor que "Elephant", tendo atingido o pico no número vinte e sete na Escócia, trinta e três no Reino Unido, e quarenta e um na Irlanda.

## Álbuns de estúdio
| Detalhes do álbum                                                                                     | Posições de pico nas tabelas musicais | Posições de pico nas tabelas musicais | Posições de pico nas tabelas musicais | Posições de pico nas tabelas musicais | Posições de pico nas tabelas musicais | Posições de pico nas tabelas musicais | Posições de pico nas tabelas musicais | Posições de pico nas tabelas musicais | Posições de pico nas tabelas musicais | Vendas        | Certificações                        |
| Detalhes do álbum                                                                                     | UK                                    | AUT                                   | BEL                                   | ALE                                   | EUR                                   | IRL                                   | HOL                                   | SCO                                   | SUI                                   | Vendas        | Certificações                        |
| --- | ------------------------------------- | ------------------------------------- | ------------------------------------- | ------------------------------------- | ------------------------------------- | ------------------------------------- | ------------------------------------- | ------------------------------------- | ------------------------------------- | ------------- | ------------------------------------ |
| Overcome - 19 de Outubro de 2009 - Syco Records, Epic Records - CD, download digital                  | 1                                     | 54                                    | 73                                    | 60                                    | 7                                     | 2                                     | 61                                    | 1                                     | 54                                    | - RU: 826 000 | - BPI: 2× Platina - IRMA: 2× Platina |
| Heartbreak on Hold - 4 de Junho de 2012 - RCA Records - CD, download digital                          | 18                                    | —                                     | —                                     | —                                     | —                                     | 27                                    | —                                     | 20                                    | —                                     | - RU: 20 000  |                                      |
| The Truth Is - 9 de Março de 2018 - Decca Records - CD, download digital                              | 16                                    | —                                     | —                                     | —                                     | —                                     | —                                     | —                                     | 8                                     | —                                     | - RU: 5 000   |                                      |
| "—" denota itens que não conseguiram entrar nas tabelas musicais ou não foram lançados no território. |                                       |                                       |                                       |                                       |                                       |                                       |                                       |                                       |                                       |               |                                      |

## Extended plays
| Detalhes do álbum                                                             |
| ----------------------------------------------------------------------------- |
| Start Without You EP - 20 de Agosto de 2010 - Syco Records - Download digital |
| Let It Go Remixes EP - 25 de Maio de 2012 - Syco Records - Download digital   |
| Christmas Gift - 23 de Dezembro de 2012 - RCA Records - Download digital      |
| #NewRules - 30 de Agosto de 2013 - Independente - Download digital            |
| Renegade - 27 de Abril de 2015 - Independente - Download digital              |

## Singles
| Ano                                                                                                   | Canção                                                | Posições de pico nas tabelas musicais | Posições de pico nas tabelas musicais | Posições de pico nas tabelas musicais | Posições de pico nas tabelas musicais | Posições de pico nas tabelas musicais | Posições de pico nas tabelas musicais | Posições de pico nas tabelas musicais | Posições de pico nas tabelas musicais | Posições de pico nas tabelas musicais | Posições de pico nas tabelas musicais | Vendas          | Certificações     | Álbum              |
| Ano                                                                                                   | Canção                                                | UK                                    | ALE                                   | AUS                                   | AUT                                   | BEL (Fla)                             | ESC                                   | IRL                                   | HOL                                   | SUE                                   | SUI                                   | Vendas          | Certificações     | Álbum              |
| --- | ----------------------------------------------------- | ------------------------------------- | ------------------------------------- | ------------------------------------- | ------------------------------------- | ------------------------------------- | ------------------------------------- | ------------------------------------- | ------------------------------------- | ------------------------------------- | ------------------------------------- | --------------- | ----------------- | ------------------ |
| 2008                                                                                                  | "Hallelujah"                                          | 1                                     | —                                     | —                                     | 53                                    | —                                     | 1                                     | 1                                     | —                                     | —                                     | —                                     | - RU: 1 390 000 | - BPI: 2× Platina | Overcome           |
| 2009                                                                                                  | "Bad Boys" (com participação de Flo Rida)             | 1                                     | 14                                    | —                                     | 22                                    | 12                                    | 1                                     | 1                                     | 8                                     | 6                                     | 12                                    | - RU: 814 000   | - BPI: Platina    | Overcome           |
| 2010                                                                                                  | "Broken Heels"                                        | 8                                     | —                                     | —                                     | —                                     | —                                     | 3                                     | 5                                     | —                                     | —                                     | —                                     | - RU: 345 000   | - BPI: Prata      | Overcome           |
| 2010                                                                                                  | "All Night Long" (com participação de Pitbull)        | 4                                     | 60                                    | 48                                    | —                                     | 7                                     | 3                                     | 1                                     | 24                                    | 57                                    | 60                                    | - RU: 314 000   | - BPI: Prata      | Overcome           |
| 2010                                                                                                  | "Start Without You" (com participação de Laza Morgan) | 1                                     | —                                     | —                                     | —                                     | 10                                    | 1                                     | 5                                     | 77                                    | —                                     | —                                     | - RU: 312 000   | - BPI: Prata      | Overcome           |
| 2010                                                                                                  | "The Silence"                                         | 16                                    | —                                     | —                                     | —                                     | 66                                    | 10                                    | 30                                    | —                                     | —                                     | 66                                    |                 |                   | Overcome           |
| 2012                                                                                                  | "Elephant" (com participação de Erick Morillo)        | 3                                     | —                                     | —                                     | —                                     | 43                                    | 2                                     | 7                                     | —                                     | —                                     | —                                     |                 |                   | Heartbreak on Hold |
| 2012                                                                                                  | "Let It Go"                                           | 33                                    | —                                     | —                                     | —                                     | —                                     | 27                                    | 41                                    | —                                     | —                                     | —                                     |                 |                   | Heartbreak on Hold |
| 2018                                                                                                  | "Shadow"                                              | —                                     | —                                     | —                                     | —                                     | —                                     | —                                     | —                                     | —                                     | —                                     | —                                     |                 |                   | The Truth Is       |
| "—" denota itens que não conseguiram entrar nas tabelas musicais ou não foram lançados no território. |                                                       |                                       |                                       |                                       |                                       |                                       |                                       |                                       |                                       |                                       |                                       |                 |                   |                    |

### Singlespromocionais
| Ano  | Canção                | Álbum                |
| ---- | --------------------- | -------------------- |
| 2014 | "Where Do Hearts Go?" | Não incluso em álbum |
| 2015 | "Renegade"            | Renegade             |

### Como artista convidada
| 2008                                                               | "Hero" (em colaboração com os finalistas do The X Factor de 2008) | 1 | —  | —  | 1 | —  | —  | 8 | - BPI: 2× Platina |
| 2010                                                               | "Everybody Hurts" (como parte de Helping Haiti)                   | 1 | 23 | 16 | 1 | 21 | 16 | 4 |                   |
| "—" denota singles que falharam nas paradas ou não foram lançados. |                                                                   |   |    |    |   |    |    |   |                   |

### Outras canções que entraram nas tabelas
| Ano  | Canção                                                 | Posição de pico nas tabelas musicais | Álbum    |
| Ano  | Canção                                                 | UK                                   | Álbum    |
| ---- | ------------------------------------------------------ | ------------------------------------ | -------- |
| 2009 | "Good Night, Good Morning" (com participação de Ne-Yo) | 129                                  | Overcome |

## Vídeos musicais
| Ano  | Canção              | Director(a)                      |
| ---- | ------------------- | -------------------------------- |
| 2008 | "Hero"              | Max e Dania                      |
| 2008 | "Hallelujah"        | Max e Dania                      |
| 2009 | "Bad Boys"          | Bryan Barber                     |
| 2009 | "Broken Heels"      | Frank Borin                      |
| 2010 | "Everybody Hurts"   | Joseph Khan                      |
| 2010 | "All Night Long"    | Dale "Rage" Resteghini           |
| 2010 | "Start Without You" | Max e Dania                      |
| 2010 | "The Silence"       | Matthew Rolston, Nzingha Stewart |
| 2012 | "Elephant"          | Amit e Naroop                    |
| 2012 | "Let It Go"         | Ben Peters                       |
| 2015 | "Renegade"          | N/A                              |